# 1918
1918 (MCMXVIII) je bilo navadno leto, ki se je po gregorijanskem koledarju začelo na torek.

## Dogodki
- 2. januar - boljševiki zagrozijo s ponovnim vstopom v vojno, če Nemško cesarstvo ne vrne okupiranih področij.
- 6. januar - Nemško cesarstvo prizna samostojnost Finske.
- 7. januar - Nemško cesarstvo premakne 75.000 vojakov iz vzhodne na zahodno fronto.
- 8. januar - predsednik ZDA Woodrow Wilson objavi svojih 14 točk.
- 25. januar - Avstro-Ogrska in Nemško cesarstvo zavrneta ameriške mirovne predloge.
- 1. februar - upor mornarjev v Boki Kotorski
- 5. februar - nadporočnik Stephen Thompson kot prvi ameriški (vojaški) pilot sestreli sovražno letalo.
- 29. februar - Bolgarija podpiše premirje.
- 3. marec - podpisan brest-litovski mir
- 7. marec - Finska podpiše sporazum o sodelovanju z Nemčijo.
- 14. marec - vseruski kongres sovjetov ratificira mirovni sporazum s centralnimi silami.
- 21. marec - bitka za Pikardijo
- 23. marec - nemška ofenziva se usmeri proti Amiensu in Parizu.
- 26. marec - Nemci zavzamejo Noyon, Roye in Lihons
- 28. marec - nemška operacija Mars je ustavljena pri Arrasu.
- 4. april:
  - - Avstralci zadržijo nemški napad pri Villers Bretonneux.
  - - konča se bitka na Sommi
- 9. april - začne se bitka pri Lysu.
- 14. april - Ferdinand Foch postane vrhovni poveljnik zahodne fronte.
- 22. april - pomorska bitka za Zeeburgge
- 23. april - Britanci neuspešno poskusijo blokirati zaliv Ostende.
- 25. april - Britanske in avstralske čete zaustavijo nemški napad pri Amiensu.
- 29. april - bodoči letalski as Eddie Rickenbacker sestreli prvo letalo s pomočjo Jamesa Halla.
- 10. maj - potopijo HMS Vindictive in tako zaprejo vhod v zaliv Ostende.
- 15. maj:
  - - Grki se izkrcajo pri Smirni.
  - - vojaka Henry Johnson in Needham Roberts kot prva Američana prejmeta francoski Croix de Guerre.
- 23. maj - Nemci pričnejo obstreljevati Pariz.
- 25. maj: 
  - -  nemške podmornice vplujejo v ameriške teritorialne vode.
  - - cesar Karel na audienci v Badnu delegaciji Nemcev iz slovenskih dežel obljubi nedeljivost slovenskih dežel in zagotovi, da se ne bodo priključile na trializmu utemeljeni jugoslovanski državi.
- 27. maj - prične se tretja bitka za Aisne
- 29. maj - nemški prodor proti reki Marni zaustavijo ameriške divizije.
- 6. junij - začne se bitka za Belleau Wood.
- 9. junij - začne se bitka za Metz.
- 10. junij - Italijani pri Premudi potopijo avstro-ogrsko bojno ladjo SMS Szent Istvan
- 12. junij - Američani izvedejo prvo letalsko bombardiranje v Franciji.
- 17. junij - zadnji nemški letalski napad na Veliko Britanijo med prvo svetovno vojno.
- 18. junij - antanta prične največjo protiofenzivo na zahodni fronti.
- 26. junij - Nemci začnejo obstreljevati Pariz z debelo Berto.
- 2. julij - Zavezniški vrhovni vojaški svet podpre intervencijo v Sibirijo.
- 15. julij - začne se druga bitka na Marni.
- 17. julij - nemška podmornica U-55 v Atlantiku torpedira britansko ladjo RMS Carpathia (ladjo, ki je rešila preživele potnike s ladje RMS Titanic).
- 18. julij - začetek ameriško-francoske ofenzive na Aisne-Marne.
- 19. julij - nemška vojska se umakne za reko Marno.
- 3. avgust - pričetek zavezniške intervencije pri Vladivostoku.
- 8. avgust - anglo-francoski protinapad pri Amiensu prebije nemško obrambno črto.
- 10. avgust - ustanovljena 1. ameriška armada pod Pershingom.
- 19. avgust - narednik Irving Berlin odpre muzikal o vojaškem življenju Yip Yap Yaphank med prvo svetovno vojno v Century Theatre (New York).
- 20. avgust - Združeno kraljestvo prične ofenzivo na zahodni fronti.
- 4. september - ameriške oborožene sile se izkrcajo v Rusiji.
- 6. september - prične se splošen nemški umik čez Aisno.
- 12. september:
  - - ZDA sprožijo ofenzivo na St. Mihiel.
  - - Britanci zavzamejo Havincourt, Moeuvres in Trescault.
- 18. september - prične se bitka za Megido.
- 23. september - britanska 15. konjeniška brigada napade Haifo.
- 25. september - Brazilija napove vojno Avstriji.
- 26. september - prične se Meuse-Argonnška ofenziva.
- 29. september - zavezniki prebijejo Hindenburgovo linijo.
- 30. september - Bolgarija podpiše separatni mir in se umakne iz prve svetovne vojne.
- 1. oktober - arabsko-britanske pod poveljstvom Lawrenca Arabskega zasedejo Damask.
- 3. oktober - Nemško cesarstvo in Avstro-Ogrska zaprosita ZDA za premirje.
- 12. oktober - ustanovljena je 2. ameriška armada.
- 17. oktober - ladja SS Lucia je zadnja žrtev nemških vojaških podmornic prve svetovne vojne.
- 18. oktober - Čehi zavzamejo Prago in se odpovejo Habsburški nadvladi.
- 21. oktober - Nemčija zaustavi totalno podmorniško vojno.
- 26. oktober - nemški vrhovni poveljnik general Erich Ludendorff odstopi zaradi pogojev premirja, na katere je pristala nemška vlada.
- 28. oktober - upor nemških mornarjev v pristaniščih.
- 29. oktober - na manifestacijah v Ljubljani je razglašen nastanek Države Slovencev, Hrvatov in Srbov.
- 30. oktober - Osmansko cesarstvo in antanta podpišejo premirje (nastopi opoldne 31. oktobra).
- 31. oktober - koroška deželna vlada razglasi nedeljivost Koroške in jo vključi v Republiko nemško Avstrijo.
- 1. november - Američani prebijejo nemško obrambo na Meusi.
- 3. november:
  - - nemška flota v Kielu se upre.
  - - razpad Avstro-Ogrske
  - - Poljska razglasi neodvisnost in samostojnost.
  - - Italija zasede Trst
- 4. november - Avstro-Ogrska podpiše premirje z antanto.
- 9. november - nemški cesar Viljem II. zapusti prestol in pobegne na Nizozemsko.
- 10. november - Nemčija postane republika.
- 11. november - ob 11. uri se konča prva svetovna vojna, ko Nemško cesarstvo in Antanta podpišejo premirje.
- 12. november - z abdikacijo Karla I. Avstrija postane republika.
- 21. november - zadnje nemške vojaške enote zapustijo Alzacijo in Loreno.
- 23. november - Rudolf Maister uspe razorožiti nemško varnostno stražo v Mariboru in jo razpustiti.
- 1. december:
  - - Združitev Države Slovencev, Hrvatov in Srbov s Kraljevino Srbijo v Kraljevino Srbov, Hrvatov in Slovencev
  - - Islandija postane suverena država.
  - - ameriška okupacijska vojska vstopi v Nemčijo.
  - - v Bogojini katoliški Madžarski Slovenci z vodstvom Jožefa Klekla st. odločijo o ustvarjanju avtonomne Slovenske krajine, ampak kasneje se pojavi tudi misel samostojnosti.
- 3. december - konča se zavezniška londonska konferenca, na kateri odločijo, da mora Nemčija plačati vojno odškodnino.
- 4. december - predsednik ZDA Woodrow Wilson odpotuje proti Brestu (Francija) in tako postane prvi predsednik ZDA, ki obišče tujo državo.
- 13. december - ameriška okupacijska vojska prekorači Ren.

## Rojstva
- 12. februar - Julian Seymour Schwinger, ameriški fizik, matematik, nobelovec († 1994)
- 4. april - Joseph Ashbrook, ameriški astronom († 1980)
- 25. april - Gérard Henri de Vaucouleurs, francosko-ameriški astronom († 1995)
- 11. maj - Richard Phillips Feynman, ameriški fizik, matematik, nobelovec († 1988)
- 30. maj - Karel Dončec, verički lončar, mojster ljudske obrti (†2002).
- 18. julij - Rolihlahla »Nelson« Mandela, južnoafriški državnik, borec proti apartheidu († 2013)
- 16. oktober - Louis Althusser, francoski marksistični filozof († 1990)
- 19. november - Hendrik Christoffel van de Hulst, nizozemski astronom († 2000)
- 19. november - Debiprasad Chattopadhyaya, indijski moderni filozof († 1993)
- 13. december - Aleksander Isajevič Solženicin, ruski pisatelj in zgodovinar, nobelovec († 2008)
- 25. december - Anvar Sadat, egiptovski predsednik, nobelovec († 1981)

## Smrti
- 6. januar - Georg Ferdinand Cantor, nemški matematik (* 1845)
- Gavrilo Princip8. februar - Louis Renault, francoski pravnik, učitelj, nobelovec (* 1843)
- 10. februar - Ernesto Teodoro Moneta, italijanski novinar, pacifist, nobelovec (* 1833)
- 4. april - Hermann Cohen, nemški judovski filozof, predstavnik Marburške novokantovske šole (* 1842)
- 28. april - Gavrilo Princip, srbski nacionalist (* 1894)
- 30. maj - Georgij Valentinovič Plehanov, ruski filozof, marksist (* 1856)
- 27. junij - George Mary Searle, ameriški astronom in duhovnik (* 1839)
- 26. julij - 
  - Mick Mannock, britanski vojaški pilot, letalski as (* ?)
  - Fanny zu Reventlow, nemška pisateljica, prevajalka in slikarka (* 1871)
- 28. september - Georg Simmel, nemški filozof in sociolog (* 1858)
- 3. november - Aleksander Mihajlovič Ljapunov, ruski matematik, mehanik in fizik (* 1857)
- 11. december - Ivan Cankar, slovenski pisatelj in dramatik (* 1876)

## Nobelove nagrade
- Fizika - Max Karl Ernst Ludwig Planck
- Kemija - Fritz Haber
- Fiziologija ali medicina - ni bila podeljena
- Književnost - ni bila podeljena
- Mir - ni bila podeljena